# Trinda tjärnen
Trinda tjärnen är en sjö i Storfors kommun i Värmland och ingår i Göta älvs huvudavrinningsområde.